# Hardanger
L'Hardanger è un distretto norvegese che si trova nella contea di Vestland, nella regione del Vestlandet.

## Etimologia
In norreno la prima parte del termine Harðangr (harðr) poteva significare "duro" (riferito al clima) o far riferimento alla popolazione degli Arudi, una popolazione germanica che aveva abitato appunto questa regione.
L'ultima parte del nome (angr) significa "fiordo stretto", in quanto il toponimo originariamente si riferiva al fiordo Hardangerfjord.

## Geografia

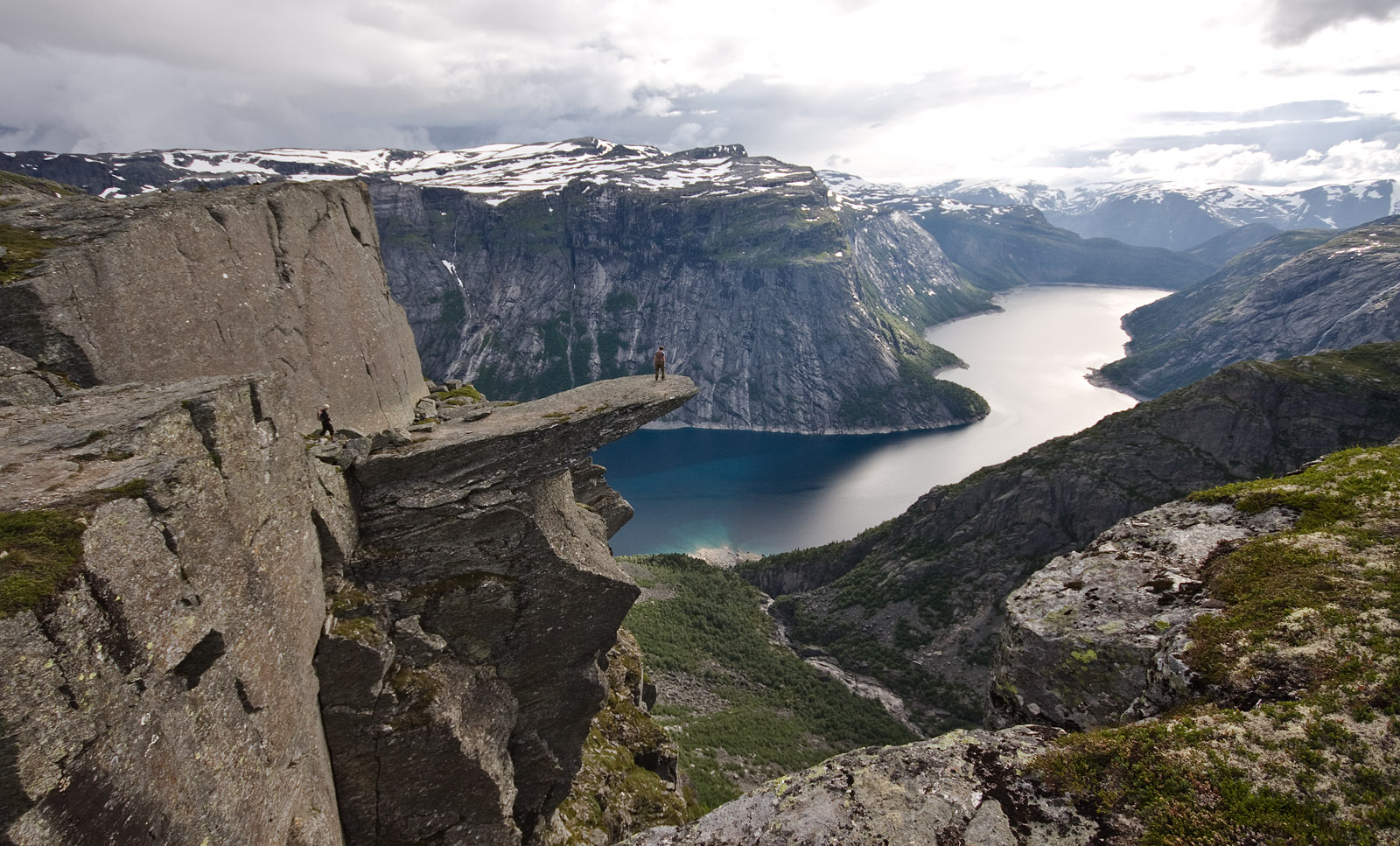
Lo scenico Trolltunga ("La lingua del troll") si protrae su lago Ringedalsvatnet.

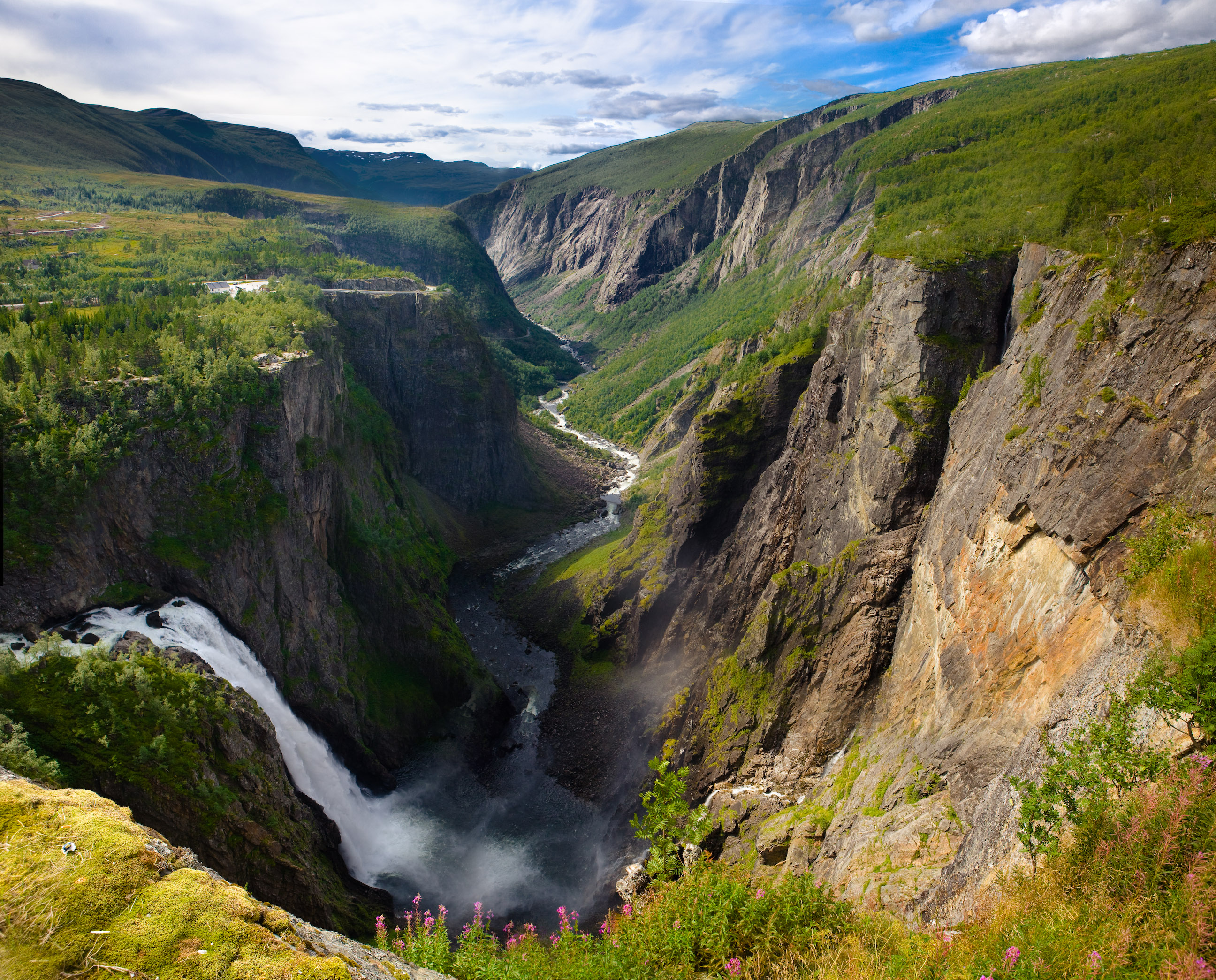
La cascata Vøringsfossen, ad Eidfjord.

Il distretto è localizzato nella parte sud-orientale della contea, occupando l'area attorno all'Hardangerfjord e ai suoi bracci Granvinfjord, Osafjord, Eidfjord e Sørfjorden.
A parte alcune strette valli, il paesaggio è prevalentemente montagnoso: il 94% della superficie si trova al di sopra di 300 m s.l.m. L'altopiano dell'Hardangervidda con un'altitudine media di 1100 m è situato nella parte orientale del distretto e si prolunga nelle vicine contee di Buskerud e Telemark; la maggior parte della sua superficie è compresa nel omonimo parco nazionale, il più grande parco nazionale norvegese.
Ad ovest invece si trova un altro simbolo della regione, il ghiacciaio Folgefonna (il terzo più grande della Norvegia), che ricopre la quasi totalità dell'omonima penisola compresa tra l'Hardangerfjord e il Sørfjorden. Nel 2005 fu istituito un parco nazionale a tutela della dei ghiacciai e delle aree circostanti.
A nord-ovest, sul versante settentrionale dell'Hardangerfjord, si sviluppa l'altopiano di Kvamskogen, interamente nel comune di Kvam, con un'altitudine compresa tra i 400 m e i 1300 m.
La maggior parte del territorio è dominato dal basamento cristallino, in grandi parti dell'Hardangervidda sono tuttavia ricoperte di ardesia a formare i rilievi più alti della regione, come il Hardangerjøkulen a nord-est (1861 m), l'Hårteigen nell'Hardangervidda centrale (1690 m) e il Sandfloegga a sud-est (1721 m).
Tradizionalmente comprende i comuni di Eidfjord, Ullensvang, Odda, Jondal, Kvam, Granvin e Ulvik e, con i suoi 6 268 km² e 22 860 abitanti, rappresenta complessivamente il 40,8% dell'intera superficie dell'Hordaland e il 4,4% della sua popolazione.
Come per gli altri distretti norvegesi, l'Hardanger non ha alcuna funzione amministrativa, bensì è semplicemente una divisione storica e culturale.

### Comuni dell'Hardanger
Il distretto di Hardanger comprende sette comuni:
| Cod. SSB | Local.             | Stemma | Nome       | Capoluogo   | Pop.  | Area (km²) | D. Pop. (ab./km²) |
| -------- | ------------------ | ------ | ---------- | ----------- | ----- | ---------- | ----------------- |
| 1227     | Jondal kommune     |        | Jondal     | Jondal      | 1 096 | 247        | 4,4               |
| 1228     | Odda kommune       |        | Odda       | Odda        | 6 835 | 1616       | 4,2               |
| 1231     | Ullensvang kommune |        | Ullensvang | Kinsarvik   | 3 363 | 1399       | 2,4               |
| 1232     | Eidfjord kommune   |        | Eidfjord   | Eidfjord    | 931   | 1491       | 0,6               |
| 1233     | Ulvik kommune      |        | Ulvik      | Ulvik       | 1 117 | 721        | 1,5               |
| 1234     | Granvin kommune    |        | Granvin    | Granvin     | 931   | 212        | 4,4               |
| 1238     | Kvam kommune       |        | Kvam       | Norheimsund | 8 455 | 616        | 13,7              |

## Storia e attività umana

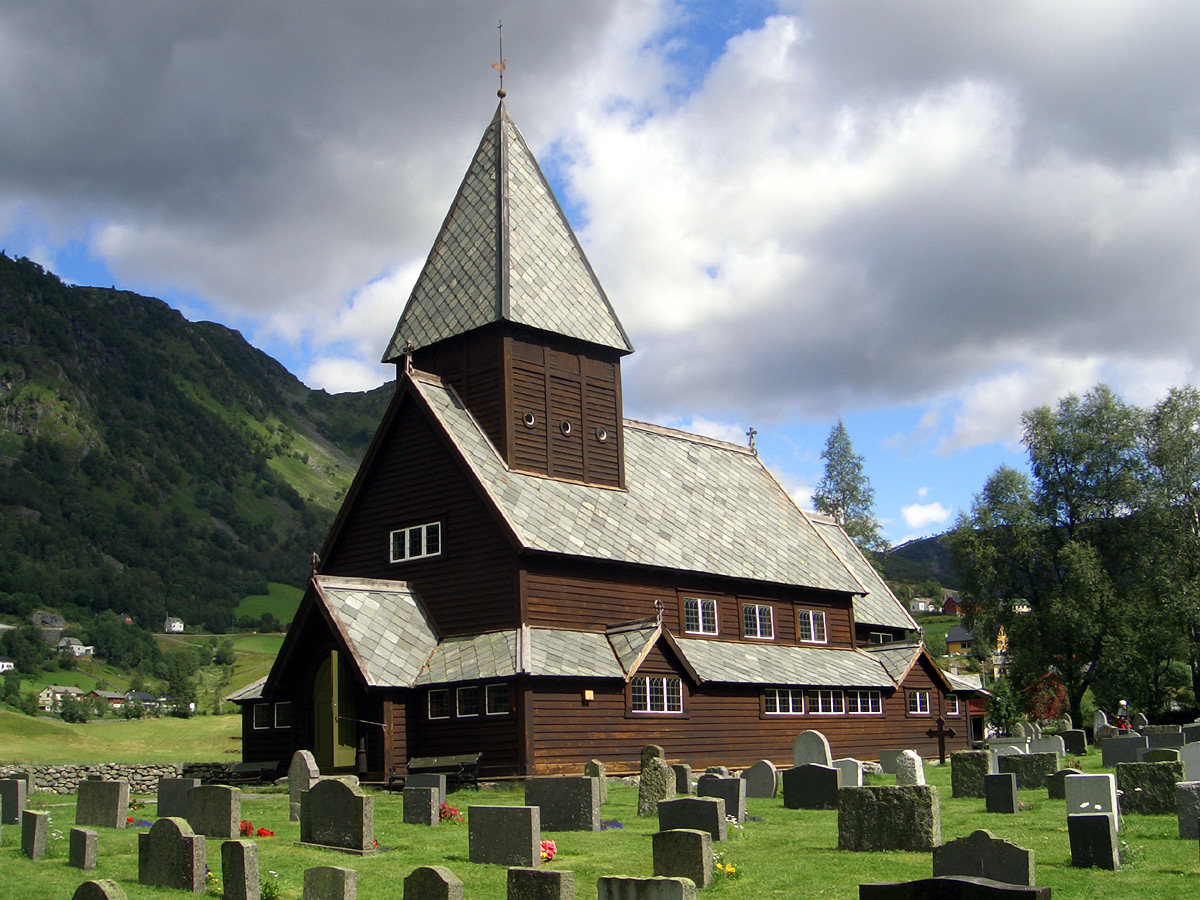
La stavkirke di Røldal, risalente al 1250 ca.

Il geografo di epoca romana Claudio Tolomeo scriveva che la popolazione degli Arudi era originaria dello Jutland, nell'odierna Danimarca. Gli Arudi furono costretti a lasciare le terre di origine sotto la pressione degli altri popoli germanici quando gli Unni si spostarono in Europa, causando poi la caduta dell'Impero romano. Questi si stabilirono in parte in Scozia, in parte in Islanda e altri nell'area attorno a Kinsarvik. Queste popolazioni dettero origine ad uno dei cosiddetti regni minori della Norvegia medievale (il regno di Hardanger con capitale Kinsarvik), fino alla loro unificazione ad opera di Harald I nell'872.
La regione fu visitata da monaci inglesi nel 1146 che si insediarono nell'abbazia di Lyse (Lyse kloster); questi, esperti orticultori, cominciarono la coltivazione delle mele nelle vallate dell'Hardanger a partire dal XIV secolo, sfruttando il microclima, il terreno e le condizioni stagionali favorevoli della regione. In seguito si aggiunsero anche le colture di prugne, pere, ciliegie e ribes rosso. Attualmente il 40% della produzione nazionale di mele viene dall'Hardanger.
Al giorno d'oggi, oltre che per l'attività agricola, l'economia della regione si sostenta grazie al turismo cresciuto grazie ai paesaggi particolarmente suggestivi, ricchi di montagne, ghiacciai, fiordi e cascate.
Altri simboli dell'Hardanger sono il tipico ricamo, noto come punto di Hardanger o ricamo norvegese, e l'hardingfele, il violino usato per la musica tradizionale norvegese.

## L'Hardanger nell'arte

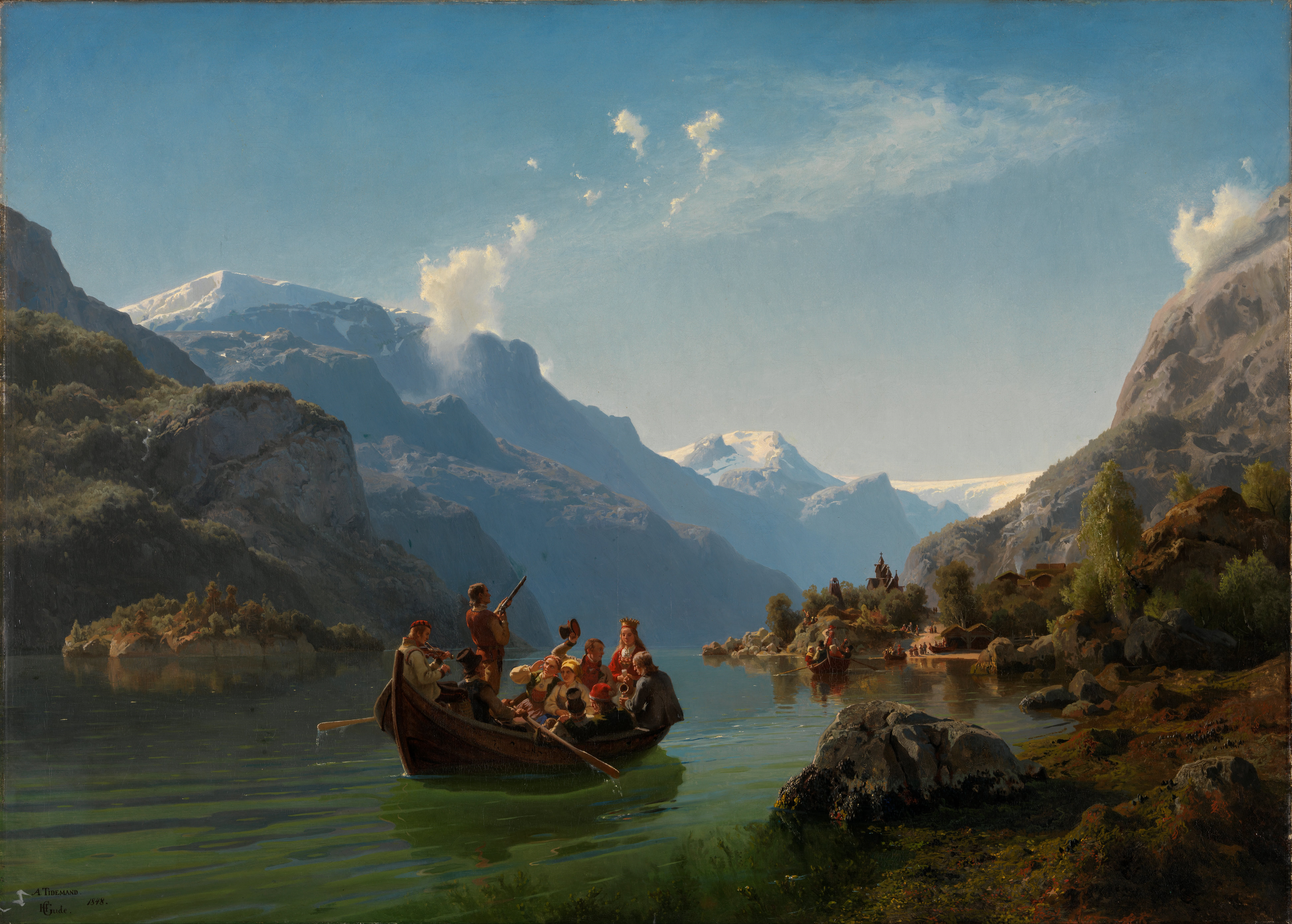
Adolph Tidemand e Hans Gude, Brudeferden i Hardanger ("Processione nuziale nell'Hardanger") (1848).

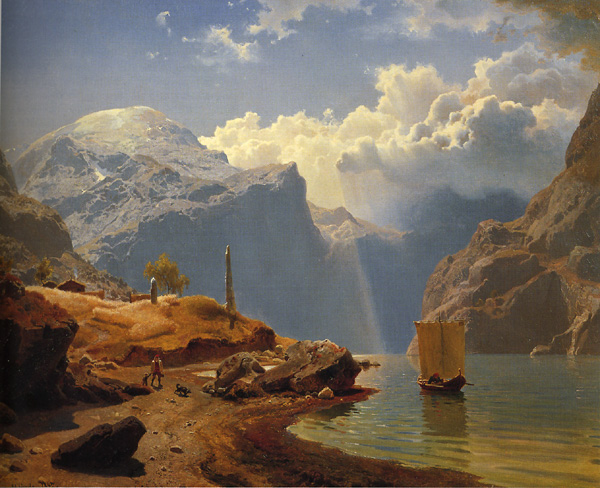
Hans Gude, Fra Hardanger ("Dall'Hardanger") (1847).

La notevole attività umana nella regione ha stimolato le arti nel corso dei secoli. I paesaggi drammatici hanno ispirato diversi pittori prevalentemente norvegesi (tra cui emergono Hans Gude, Adolph Tidemand, Johan Fredrik Eckersberg, Adelsteen Normann, Amaldus Nielsen e Bernt Lund), esponenti del nazionalismo romantico norvegese, ma anche alcuni stranieri, tra cui Ferdinand König e Vilhelm Melbye.